# Сараж
Сараж — ручей в городе Ишимбае и Ишимбайском районе Башкортостана. Левый приток реки Термень-Елги. Исток находится у Куланской горы. В истоке и начальном отрезке ручей имеет сухое русло.
Вдоль ручья в ишимбайском микрорайоне Нефтянике проходит улица Сараш.